# Калинів (Словаччина)
Калинів (словац. Kalinov) — село в Словаччині, Меджилабірському окрузі Пряшівського краю. Розташоване в північно-східній частині Словаччини біля кордону з Польщею.

## Назва
За переказом назва села походить від рослини - калини, яких в цій місцевості росло багато. 
Вихідців із цього села прозивають «вовки», (народно-розмовною вовци) через те, що тут було багато вовків. Інша причина - хлопці з цього села на забавах часто скакали до бійки.

## Історія
Давнє лемківське село. Уперше згадується у 1595 році.
Під час Другої світової війни Калинів був першим селом Чехословаччини, яке зайняла Червона армія від нацистів — 21 серпня 1944 військові 4-го Українського фронту (3-го гірського стрілецького полку 1-ї гвардійської армії).

## Пам'ятки
У селі є греко-католицька парафіяльна церква Успіння Пресвятої Богородиці з кінця 18 століття в стилі бароко, перебудована в 1886 році в стилі класицизму, з 1988 року національна культурна пам'ятка.
У центрі села є пам'ятник, присвячений першому селу Чехословаччини, звільненому Червоною армією під час Другої світової війни, та пам'ятна дошка, присвячена військовим Червоної армії. Біля церкви є військовий цвинтар солдатів, які загинули під час штурму села.

## Населення
| Рік:            | 1994. | 2004.    | 2014.    | 2024.    |
| --------------- | ----- | -------- | -------- | -------- |
| Кількість осіб: | 367   | 304      | 273      | 243      |
| Різниця:        |       | -17,16 % | -10,19 % | -10,98 % |

| Рік:            | 2023. | 2024. |
| --------------- | ----- | ----- |
| Кількість осіб: | 243   | 243   |
| Різниця:        |       | +0 %  |

У селі проживає 292 особи.
Національний склад населення (за даними останнього перепису населення — 2001 року):
- русини — 40,38 %
- словаки — 36,22 %
- цигани (роми) — 15,38 %
- українці — 3,21 %

Склад населення за приналежністю до релігії станом на 2001 рік:
- греко-католики — 82,05 %,
- православні — 6,41 %,
- римо-католики — 3,85 %,
- протестанти (євангеліки) — 0,32 %,
- не вважають себе віруючими або не належать до жодної вищезгаданої церкви — 7,05 %.